# Taifa Alpuente
De taifa Alpuente was een emiraat (taifa) in de regio Valencia in het centraal oosten van Spanje. De taifa kende een onafhankelijke periode van 1009 tot 1106. De stad Alpuente (Arabisch: al-Sahla) was de hoofdplaats van de taifa.

## Lijst van emirs
Banu Qasi
- Abd Allah I ibn Qasi Nizam ad-Dawla: ca. 1009-1030
- Mohammed I Yumn ad-Dawla ibn Abd Allah: 1030-1042
- Ahmed ibn Mohammed Izz ad-Dawla: 1042-1043
- Mohammed II ibn Ahmed: 1043
- Abd Allah II ibn Mohammed Nizam ad-Dawla: 1043-ca. 1106
- Aan Almoraviden uit Marokko: 1106-1238
- Aan koninkrijk Castilië: 1238